# Dante y Beatriz
Dante y Beatriz es una pintura de 1884 realizada por Henry Holiday conservada en la Walker Art Gallery, en Liverpool, Inglaterra. Está considerada como una de las obras más importantes del artista. La obra mide 142.2 cm de alto por 203.3 cm de ancho y está pintada al óleo sobre lienzo. Fue adquirida en 1884 por la galería Walker, pero anteriormente se exhibió en Grosvenor Gallery, en Londres, como un bosquejo.
Cuando Holiday falleció, fue descrito como «el último prerrafaelita». Varias de las pinturas de Dante Gabriel Rossetti, como El sueño de Dante, tuvieron como tema central al poeta italiano Dante Alighieri y posiblemente esa fue la fuente de inspiración de Holiday. El lienzo está basado en la obra autobiográfica de Dante, la Vita nuova, en la cual describe su amor por Beatriz Portinari. El poeta italiano ocultó su amor al pretender estar atraído por otras mujeres. La pintura presenta un incidente en el que Beatriz, tras oír estos chismes, lo ignora y rehúsa hablar con él. La escena se desarrolla en el Puente Santa Trinidad de Florencia, y Beatriz, que está vestida con un atuendo blanco, camina acompañada por dos mujeres, su amiga Monna Vanna, a su lado, y su sirvienta, unos pasos atrás.
En 1860, Holiday pintó otra escena de la Vita nuova, en la que exponía un encuentro entre Dante y Beatriz en el jardín de la familia Portinari, cuando eran niños, y en 1875 realizó un retrato de Dante. Aparte de la pintura de Dante y Beatriz, la galería Walker posee tres bosquejos que hizo como estudios para la obra final, de los cuales dos contienen todos los personajes y un tercero que únicamente representa a Dante. El artista también realizó dos estatuillas desnudas en yeso de las dos mujeres más importantes en la pintura, a las cuales después les añadió ropa, y que también pertenecen a la colección de la galería Walker. Las modelos para la obra pictórica fueron Eleanor Butcher, quien posó como Beatriz, Milly Hughes que representó a Monna Vanna y Kitty Lushington como la sirvienta.
Holiday quería asegurarse de que su lienzo fuera una digna representación histórica de los hechos por lo que viajó en 1881 a Florencia para llevar a cabo su investigación. En su viaje descubrió que durante el siglo XIII, Lungarno, o la calle al norte del río Arno, entre el Puente Viejo y el Puente Santa Trinidad, estaba pavimentada con ladrillos y que había negocios en el área, los cuales están representados en la pintura. También reveló que el Puente Viejo fue destruido por una inundación en 1235, y que entre 1285 a 1290 estaba en reconstrucción, razón por la cual en la pintura se lo puede ver cubierto con andamios.